# 유니코사
유니코사(전국대학컴퓨터서클연합, UNIversity COmputer Science Association, UNICOSA)는 서울, 경기지역에 있는 대학의 컴퓨터 관련 중앙 동아리가 모여 만든 컴퓨터 관련 동아리 연합이다.
1974년 11월 15일 회원교간의 학술교류를 목적으로 창단된 ‘UNICOS’를 모체로 하여 1981년에 "컴퓨터의 연구와 개발, 그리고 이의 보급을 꾀하여 정보산업사회를 올바르게 이끄는 데 공헌하며, 학생으로 회원교간의 정보교류와 친선활동을 통하여 보람찬 대학생활을 만들어간다."는 목표아래 'UNICOSA' 로 개칭되었다. 이후 '정보화 마인드 확산'이라는 모토 아래, 각 컴퓨터 서클 간의 정보교류와 기술개발을 통하여 컴퓨터 지식을 보급시키고, 궁극적으로 국가사회발전에 기여될 수 있도록 대한민국 컴퓨터 문화의의 정착과 확산을 위한 활동을 하고 있다.
현재 회원교는 대한민국 수도권내 20여 개의 정회원·준회원교로 이루어져 있고, 학교별 운영위원들을 선출해 일주일에 한번 정기 회의에서 운영에 관한 사항과, 행사에 관련된 기획을 하고 있다.

## 조직

### 집행부
- 실제로 운영을 담당하는 조직이다.

회장
- 회칙에 따라 대위원들의 투표로 선출된 유니코사의 대표이며, 운영위원회를 대표한다.

운영위원회
- 행사를 기획 및 운영하고 있다.[1]

### 대위원회
- 각 회원교 회장으로 구성되어 연합 활동에 대한 사항을 감독하는 조직이다.

### 회원
- UNICOSA의 회원교는 현재 20여개의 회원이 가입되어 있다. 현재 정회원교(2019년 2월 기준)는 성신여대, 숭실대, 인하대, 한양여대, 항공대, 가천대 6개 대학이 있다.[2]

## 활동
매년 정기적으로 주최하고 있는 행사들이다.
UNICOSA소양 교육
- 새로운 UNICOSA 운영위원들의 소양을 쌓는 시간으로, UNICOSA를 거쳐간 선배님들께 UNICOSA에 대한 노하우를 듣고, 앞으로 준비할 행사에 대한 창조력과 기획력을 기르는시간이 된다.

UNICOSA L.T
- UNICOSA 운영위원과 각 학교 대위원 그리고 UNICOSA 선배님들이 다 같이 모여서 UNICOSA 앞으로 나아가야 할 방향을 모색하고, 1년 마스터 플랜을 짜는 데 큰 도움이 되는 시간. 행사명 그대로 리더(운영진)로서의 자질을 기르는 시간이 된다.

UNICOSA 시무식
- UNICOSA 1년 시작을 알리는 행사로, 앞으로 UNICOSA행사를 진행하는 데 있어서 무사하기를 기원하는 자리다.

UNICOSA 초청 강연회
- IT관련 인사를 초청해 강연회를 연다. 현재 유행하고 널리 쓰이고 있는 IT관련 지식이나 실태 등등 IT관련 대학생들에게 유익한 정보를 제공하고 UNICOSA대외적 이미지를 강화한다.

UNICOSA 연합 M.T
- UNICOSA회원교간 친목을 도모하고 하나로 화합하는 계기가 된다. 각종 다채로운 레크레이션을 준비하여 UNICOSA를 회원교에 알린다. 저녁에 술한잔 기울이며 많은 추억을 남길 수 있는 행사.

UNICOSA 세미나
- UNICOSA에서 현 IT관련 강사를 초빙해 강의를 한다. 최근 가장 각광받고 앞으로 유행할 전망있는 부분에 대한 강의를 하며, 여러 가지 유용한 기념품과 경품도 제공한다.

UNICOSA 연합 전시회
- UNICOSA 회원교의 그동안 학술적인 실력을 유감없이 발휘할 수 있는 행사다. 그간 준비해온 여러 가지 프로젝트와 작품을 제출하고, 일반인 포함한 회원교에게 전시를 함으로써, UNICOSA의 학술적 이미지를 강화한다.

UNICOSA 체육대회
- UNICOSA 회원교가 한자리에 모여 체력을 증진, 친목을 도모하는 자리가 된다.

UNICOSA 창립제
- UNICOSA의 생일을 축하하는 자리로, UNICOSA선배님과 각 대위원분들이 모여서 UNICOSA의 탄생을 축복하고, 친목을 도모하는 자리가 된다.(11월 15일)

UNICOSA 총회
- 다음년도를 이끌어갈 UNICOSA회장을 선출하고, 1년간 활동한 내역을 보고 회원교의 등급을 결정하며, 여러 가지 논의할 부분을 대위원과 UNICOSA운영위원의 투표권한으로 정한다.

## 연혁
(2008년 10월 15일 기준.)
- 1974년 한국 대학 전산학 연구창립 총회한국과학원 고려대, 국민대, 광운공대, 단국대, 서강대, 연세대, 이화여대, 홍익대 등 7개교.
- 1981년 UNICOSA (UNIversity COmputer Science Association)으로 명칭 변경 및 재결성.
- 1982년 명지대학교, 한양대학교 신규가입.
- 1983년 건국대학교, 한국항공대학교 신규가입.
- 1984년 서강대학교, 성균관대학교 신규가입.
- 1985년 서울시립대학교, 경기대학교 신규가입.
- 1987년 동국대학교, 동덕여자대학교, 서울대학교 신규가입. 체신부의 지원으로 MODEM & SYSTEM 설치.[5] 한양대학교(안산) 신규가입.
- 1989년 인천대학교 신규가입.
- 1990년 체신부 장관상 수상(정보 문화 확산에 관한 공헌).[6]
- 1991년 경희대학교(수원) 신규가입.
- 1993년 서울산업대학교, 서경대학교 신규가입.
- 1994년 서울대학교 회원교 탈퇴.
- 1996년 한국방송통신대학교 정회원교 승인. 강남대학교 정회원교 인준.
- 1997년 UNICOSA 공식 웹사이트 (www.unicosa.org) 오픈 (삼성전자 멤버쉽)
- 1999년 회원교 제명 : 한국방송통신대학교
- 2004년 4월 4일 홈페이지 개편 - unicosa.or.kr (프로그래밍:숭실대 안정수, 디자인:수원대 이진권)